# São Pedro (Cabo Verde)

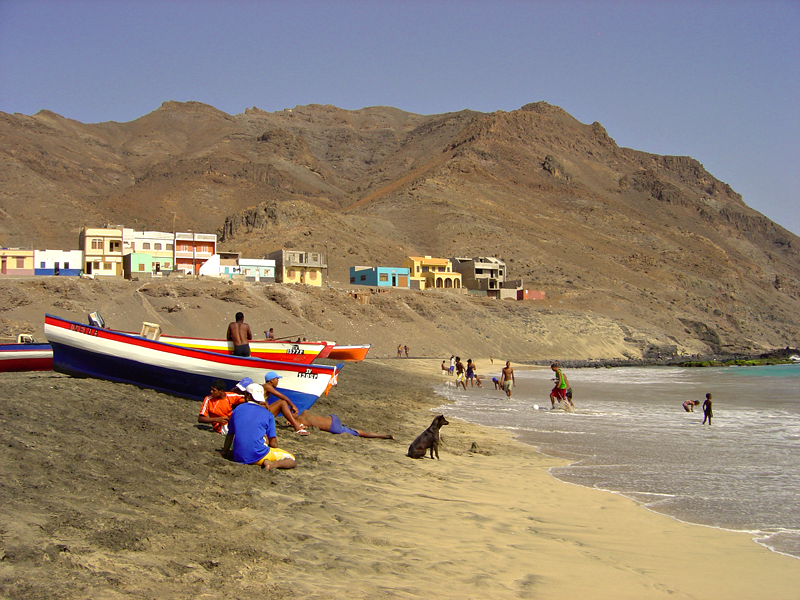
Praia de São Pedro

São Pedro é uma aldeia piscatória na ilha de São Vicente, Cabo Verde, pertencendo ao concelho homónimo e à freguesia de Nossa Senhora da Luz. Fica a 7 km a sudoeste da cidade do Mindelo, capital da ilha. A nordeste da aldeia localiza-se o aeroporto que serve a ilha.

## Lugares próximos
- Lazareto, nordeste
- Mindelo, nordeste
- Praia de Flamengos, leste
- «Aeroporto Cesária Évora (Aeroporto Internacional de São Pedro)»

## Turismo
São Pedro tem uma enorme praia com águas turquesas, na baía homónima. A paisagem é árida e majestosa e os ventos constantes tornam-na numa praia internacionalmente reputada para a prática do windsurf. A aldeia é pequena e pitoresca, com casas coloridas. Praticamente apenas pescadores a habitam.
A oeste, no lugar de Santo André, está uma moderna unidade hoteleira, com pequenos apartamentos, chamada Foya Branca. Outro aldeamento turístico, São Pedro Village, vai também ser criado na zona. A 2 km, mais para oeste, fica o farol de D. Amélia.
Na zona de São Pedro está incluída parte do complexo montanhoso do qual o Monte Cara faz parte, incluindo o ponto mais alto desse conjunto (o pico de Fateixa, com 571 m).

## Património
- Farol de D. Amélia

## Aeroporto Cesária Évora

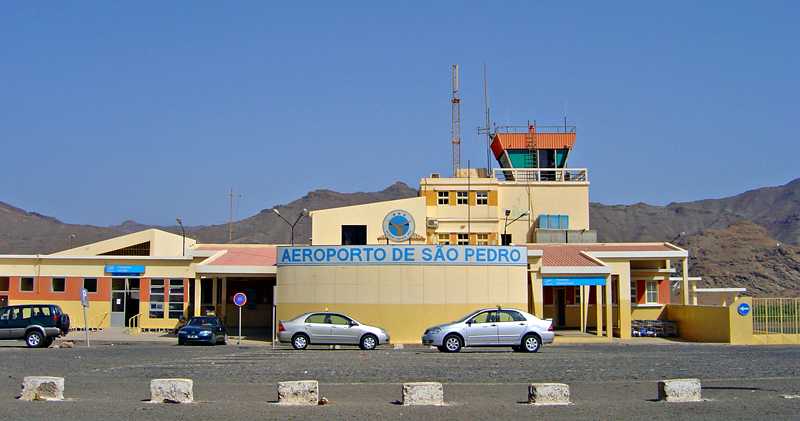
Fachada do Aeroporto de São Pedro em 2006

O Aeroporto Cesária Évora (VXE) localiza-se junto à aldeia homónima, no vale da ribeira de São Pedro, cerca de 5 km a sudoeste do centro da cidade do Mindelo, capital da ilha de São Vicente.

## Desporto
Um clube de futebol da aldeia, Clube de Futebol de São Pedro, participa nas competições de Liga Insular de São Vicente, hoje na Segunda Divisão.

## Ligação externo
- «Descobre o farol». (em francês)

| Ilha de São Vicente |
| --- |
| Zonas e Lugares Baía das Gatas \| Calhau \| Lameirão \| Lazareto \| Madeiral \| Mato Inglês \| Mindelo \| Praia do Norte \| Ribeira da Vinha \| Ribeira de Calhau \| Ribeira de Julião \| Salamansa \| São Pedro \| Seixal |
| Montanhas Fateixa \| Madeiral \| Monte Cara \| Monte Verde \| Tope de Caixa \| Topona |
| Ribeiras Ribeira de Julião |
| Outros Flamengos \| Fontainhas \| João Evora \| Palha Carga \| Pé de Verde \| Praia Grande \| Saragaça \| Viana |
| Cabo Verde \| Sotavento \| São Vicente |